# 2 Ghosts I
"2 Ghosts I" là bài hát thứ hai trong album Ghosts I – IV Nine Inch Nails phát hành năm 2008. Nó là một bài hát mang hơi hướng piano là chính với nhịp 3/4.

## Sản xuất
Bài hát do Trent Reznor và Atticus Ross viết lời.

## Phiên bản
Bài hát bắt đầu với hình ảnh máy bay không người lái mờ dần ở cuối "1 Ghosts I". Một giai điệu piano yên tĩnh ở nhịp 3/4 được thêm vào ngay lúc đó. Ở cuối bản nhạc, âm vang nặng được thêm vào nhờ piano. Máy bay không người lái chính cắt bỏ để để lại một máy bay yên tĩnh hơn, hình ảnh mờ dần và kết thúc bài hát.

## Live
Bài hát chưa bao giờ được biểu diễn trực tiếp.